# Das Mannigfaltige
Das Mannigfaltige ist nach der Kritik der reinen Vernunft von Immanuel Kant die Vielheit sinnlicher Eindrücke, die als Ausgangspunkt der empirischen Erfahrungserkenntnis in der Anschauung gegeben ist und den  Anschauungsformen von Raum und Zeit genügen muss (vgl. transzendentale Ästhetik), um vom Verstand nach Verstandesbegriffen erfasst werden zu können (vgl. transzendentale Logik) und zu potentiell bewusster gegenständlicher Einheit gebracht zu werden (im Sinne gegenständlicher Wahrnehmung).